# Franjo Antun Blažić
Franjo Antun Blažić (Osijek, 2. kolovoza 1746. – ?) bio je osječki trgovac i sudac.
Nakon što je car Josip II. 2. prosinca 1786. ujedinio Gornji grad, Tvrđu i Donji grad u jedinstvenu gradsku cjelinu Osijek, Blažić je izabran za gradskog suca čime je postao prvi osječki gradonačelnik, zbog čega je vrlo važna osoba u osječkoj povijesti.